# Monastère de Đurđevića Tara
Le monastère de Đurđevića Tara (en serbe cyrillique : Манастир Ђурђевића Тара ; en serbe latin : Manastir Đurđevića Tara) est un monastère orthodoxe serbe situé à Đurđevića Tara, dans la municipalité de Pljevlja au Monténégro.
Il dépend de l'éparchie de Mileševa et est dédié à l'Archange saint Michel.

## Présentation
Le monastère se trouve sur la rive droite de la rivière Tara.
Son fondateur et la période de sa fondation restent encore inconnus. En revanche, le consul de Russie à Sarajevo Aleksandar F. Giljferding, visitant le monastère en 1857 a recopié une inscription aujourd'hui disparue mentionnant que l'higoumène Teodor avait reconstruit l'église en 1591. Plusieurs fois détruit puis reconstruit, il a été de nouveau détruit par les Ottomans en 1875, au moment de l'insurrection de l'Herzégovine.
En 1932, le professeur Đurađ Bošković visite le site ; il décrit le monastère, réalise des croquis et prend des photographies. On y voit notamment une église à nef unique prolongée par une abside demi-circulaire et dotée d'une coupole. Par son style, elle ressemble à l'église du monastère de Dovolja voisin. À gauche de l'église se trouvaient les konaks du monastère.
À l'initiative du Comité pour la reconstruction du monastère, des fouilles archéologiques ont été engagées en 1995. En 1996, les travaux ont pu commencer selon le projet des architectes Jovan Nešković et Predrag Jošić ; ils se sont poursuivis jusqu'en 2000, au moment où l'église a été recouverte de plaques de plomb ; le pavement en pierre a été orné de mosaïques créées par le peintre Naod Zorić, originaire de Đurđevića Tara. En 2001, à 10 m à l'ouest de l'église, a été érigé un clocher carré de 3 m sur 3 et haut de 10,20 m, avec une base en béton et un toit lui aussi recouvert de plomb. Au sud-est de l'église, un bâtiment destiné au logement des moines a également été construit.